# Jardins da orla de Santos
Os jardins da orla de Santos, localizados em Santos, cidade brasileira do litoral paulista, formam o maior jardim frontal de praia em extensão do mundo. A orla marítima se estende por sete bairros da cidade: Aparecida, Boqueirão, Embaré, Gonzaga, José Menino, Pompéia e Ponta da Praia, e é uma grande fonte de recursos biológicos e espécies de flores e pássaros. A preservação e o cuidado com a flora do ambiente praiano santista, permeado de palmeiras e amendoeiras, são resultados de um trabalho em conjunto dos departamentos de meio-ambiente da região muitas vezes ligados à universidades ou à instituições biológicas. 

## Características
Com 5.335 metros de comprimento, largura entre 45 e 50 metros e 218.800 m² de área, essa vegetação arremata toda a faixa de areia, desde o José Menino até a Ponta da Praia. Longos gramados, em conjunto com alamedas de palmeiras e 19 espécies de arbustos isolados, conferem-lhe um único padrão. Recebeu em 2002 o título de maior jardim frontal à orla da praia, pelo Guinness Book, o Livro dos Recordes.

### Vegetação
O conjunto conta com 719 canteiros. Nos que recebem primeiro o vento sul são plantadas espécies mais resistentes, formando uma barreira que protege os canteiros internos. Estes dispõem de 77 espécies de flores de tipo perene, com predominância de lírios amarelos (Hemerocalis flava) e brancos (Spathiphiphyllum sp), biris vermelhos (Canna indica), crisântemos brancos, amarelos e mesclados (Crysanthemum sp). Como o solo não é propício ao cultivo de grande variedade de flores, usam-se folhagens coloridas para contrastar com os matizes de verde.
Levantamento botânico indica a existência de 1.746 árvores, das quais 943 são palmeiras de pequeno e médio porte, de 21 espécies diferentes. Das 803 árvores restantes, os chapéus-de-sol (Terminalia catappa) são responsáveis por mais de 90%.

### Recalque de edifícios

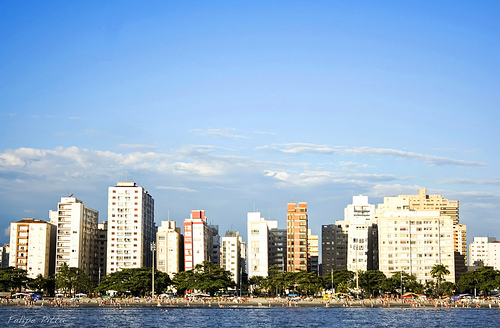
Prédios na orla de Santos apresentando recalque.

Pelo seu caráter litorâneo e pelo fato de ter sido construída em parte sobre antigos terrenos de manguezais, a cidade de Santos tem um perfil de solos dos mais difíceis no país para a construção de fundações. Por este motivo, uma série de edifícios foram erigidos ao longo do século XX (especialmente a partir da década de 1960) com fundações executadas a partir de equívocos de sondagem ou de projeto. A especulação imobiliária surgida com a explosão do veraneio em Santos foi a responsável por tais erros, já que os edifícios eram construídos rapidamente para abrigar muitos veranistas.
Com o tempo, tais edifícios passaram a sofrer acentuados recalques diferenciais: tornam-se "tortos" (ou seja, perdem o prumo) aos olhos dos pedestres situados na praia. Recentemente os "prédios tortos" da orla de Santos estão virando atração turística: são cerca de 90 prédios com esta característica. Estão concentrados na orla do Boqueirão, Embaré e Aparecida. O reaprumo ou a implosão e reconstrução são soluções possíveis. A primeira opção, menos impactante que a segunda, já foi executada com sucesso no edifício que era considerado o mais inclinado da orla (o denominado 'Núncio Malzoni', no bairro do Boqueirão), o qual tinha mais de 2 metros de inclinação do topo em relação à base (a inclinação da Torre de Pisa é de aproximadamente 4 metros). Nesse sentido, a prefeitura busca, junto ao governo federal, uma linha de crédito especial para resolver esse problema tão específico de Santos.

## História

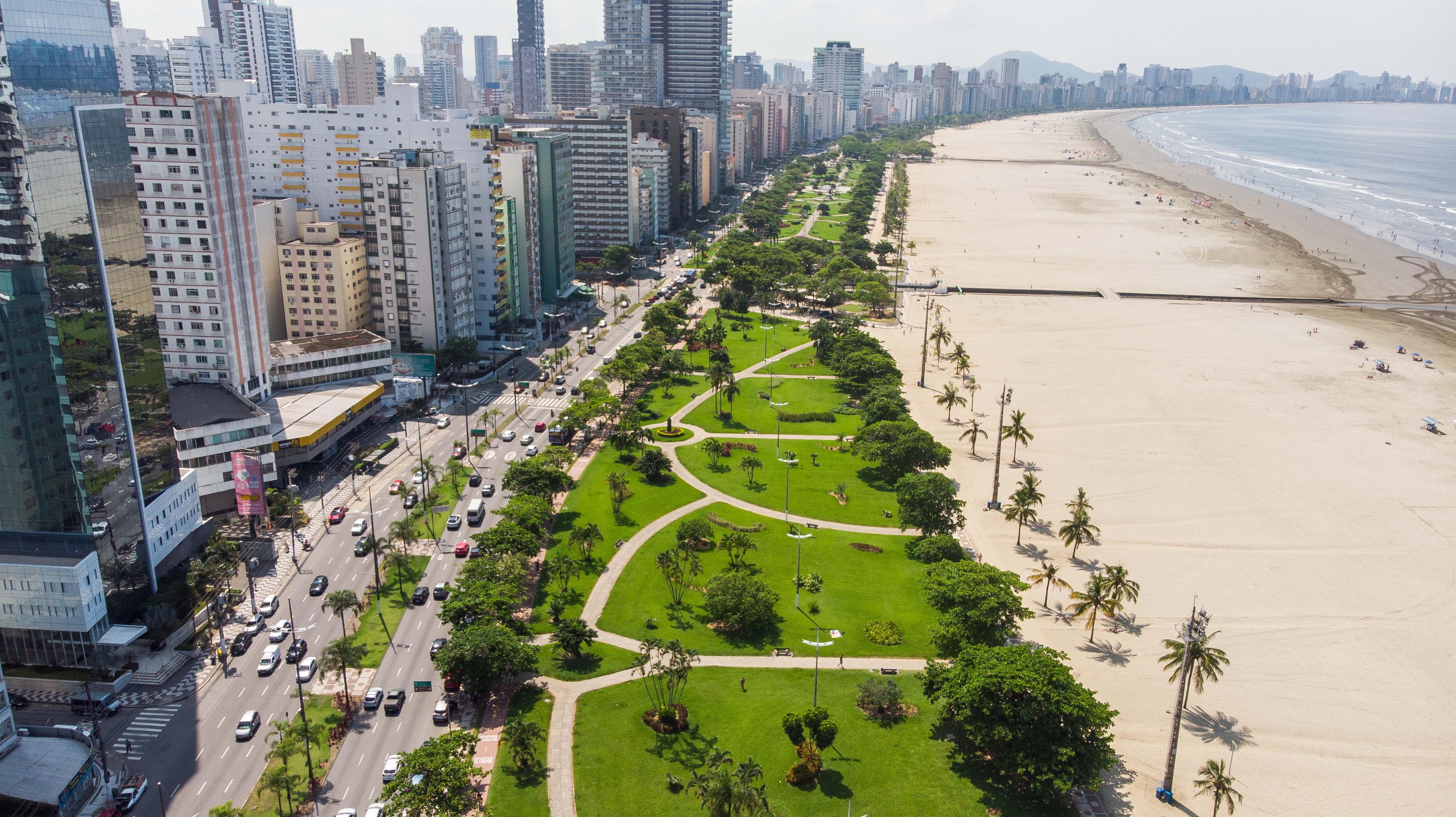
Jardins vistos de cima

Até fins do século XIX, Santos era ocupada entre o Outeiro de Santa Catarina, o Valongo e Paquetá, dai o costume do santista de chamar a região antiga de "cidade", ao invés de Centro. A Barra, atual orla marítima de Santos, era região despovoada e sem planejamento urbano até 1896, quando a Câmara Municipal elaborou um projeto, posteriormente questionado por Saturnino de Brito em 1910, num polêmico debate público e prolongado entre o engenheiro e Alberto Sousa, jornalista, escritor e historiador contratado pela Câmara. Prevaleceu o projeto fundamentado nos resultados das vitoriosas medidas de saneamento sanitário pelo engenheiro. 
Mantido por 38 funcionários, os Jardins nasceram, como ideia, em 1914, idealizado pelo engenheiro Saturnino de Brito. Na década de 1920 surgiram jardins próximo aos hotéis, seguidos pelo aforamento de trechos da orla a construtoras. Mas um movimento liderado pelo poeta Vicente de Carvalho e o então prefeito, Joaquim Montenegro, conseguiu a cessão da área para o município, em 1922. Longe do conceito de "cidade-jardim" proposto por Saturnino, em 1930, foi construído um trecho com traçado retilíneo em estilo clássico. Adotou-se o mesmo estilo em 1935, quando se iniciaram obras a partir do Gonzaga, sendo a primeira parte concluída em 1939. Nos anos 1950, com a duplicação das avenidas da praia, o jardim perdeu mais de 15 km². Em 1960, recebeu o atual traçado curvilíneo, projetado pelo engenheiro Armando Martins Clemente.